# ليندا سيف
ليندا سيف (بالإنجليزية: Linda Saif)‏ عالمة ميكروبية أمريكية تعمل في جامعة ولاية أوهايو. في عام 2015، أصبحت أول امرأة تحصل على جائزة وولف في الزراعة لأبحاثها في علم الفيروسات وعلم المناعة.
سيف باحثة في برنامج فولبرايت وعضو في الأكاديمية الوطنية للعلوم. في عام 2017 تم إدخال سيف في الأكاديمية الوطنية للمخترعين (NAI).‏ في عام 2003، درست تفشي فيروس سارس مع منظمة الصحة العالمية.